# Gynoplistia (Cerozodia) hemiptera hudsoni
Gynoplistia (Cerozodia) hemiptera hudsoni is een ondersoort van de tweevleugelige Gynoplistia (Cerozodia) hemiptera uit de familie steltmuggen (Limoniidae). De ondersoort komt voor in het Australaziatisch gebied.